# ジョン・パーシヴァル (初代エグモント伯爵)

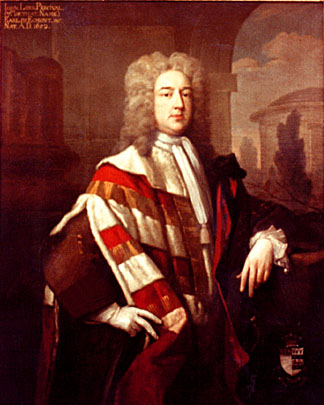
ハンス・ヒジングによる肖像画。

初代エグモント伯爵ジョン・パーシヴァル（英語: John Perceval, 1st Earl of Egmont PC (Ire) FRS、1683年7月22日 – 1748年5月1日）は、アイルランド王国出身の貴族、政治家。1703年から1714年までアイルランド庶民院議員を、1727年から1734年までグレートブリテン庶民院議員を務めた。グレートブリテン庶民院の監獄委員会（gaols committee）で議長ジェームス・オグルソープに協力したこともあって、オグルソープの北米植民地計画を支持し、1732年にアメリカにおけるジョージア植民地設立のための信託が認可状を受けるとその会長（president）を務めた。

## 生涯

### 生い立ち

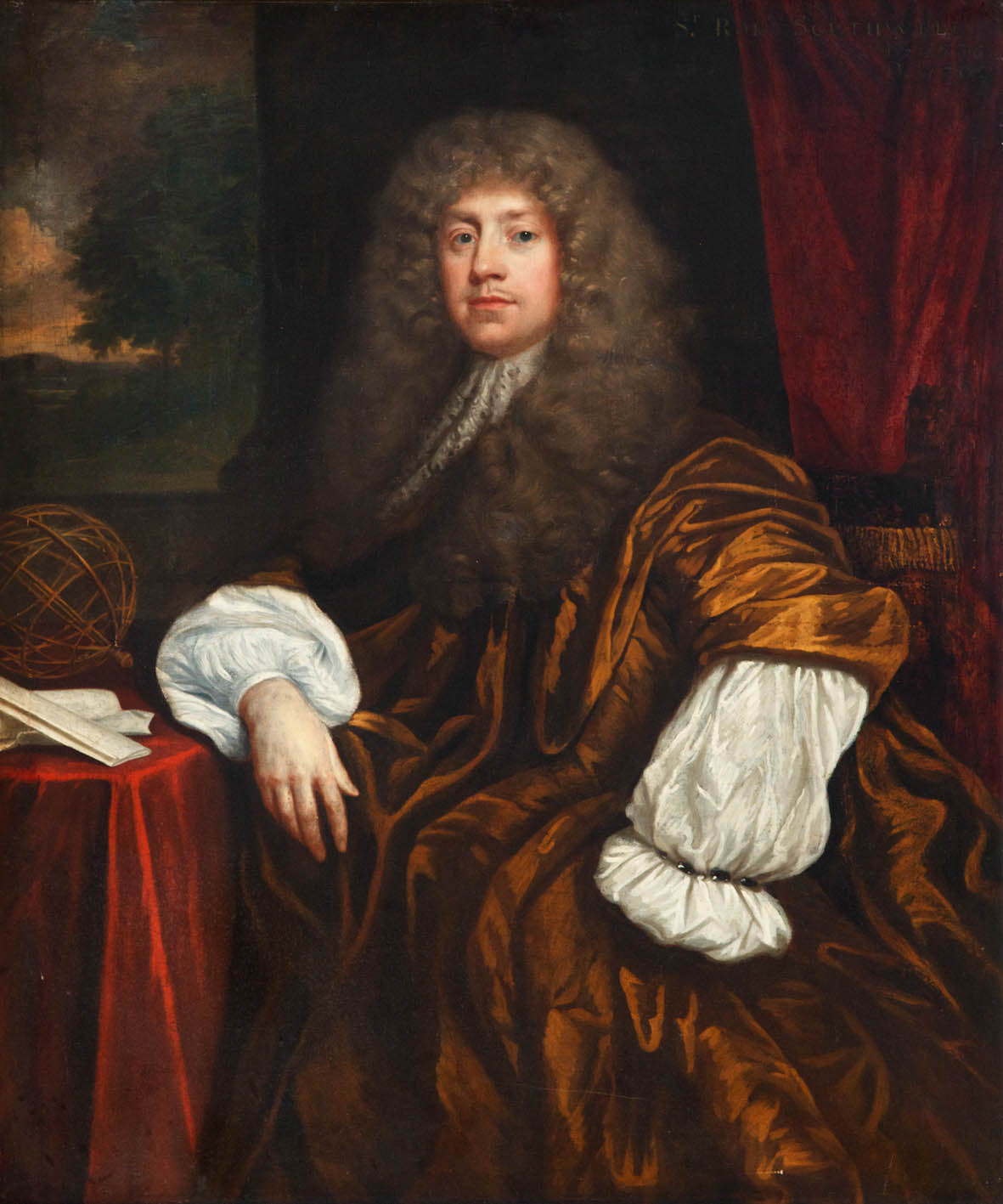
後見人のサー・ロバート・サウスウェル、ゴドフリー・ネラー画。

第3代準男爵サー・ジョン・パーシヴァル（1686年4月29日没）と妻キャサリン（Catherine、旧姓ディアリング（Dering）、1692年2月2日没、第2代準男爵サー・エドワード・ディアリングの娘）の次男として、1683年7月22日にコーク県バートン（Burton）で生まれた。1686年4月29日に父が病死、さらに1691年11月9日に兄にあたる第4代準男爵サー・エドワード・パーシヴァルが死去すると、準男爵位を継承した。母も1690年8月にバトラー大佐（Colonel Butler）と再婚したのち、1692年2月2日に死去した。1698年に後見人のサー・ロバート・サウスウェルによりウェストミンスター・スクールに送られ、1699年11月18日にオックスフォード大学モードリン・カレッジに入学した。オックスフォード大学では学位を修得しなかったが、『アイルランド人名事典』はパーシヴァルを青年期から「まじめで自身の本分に熱心」（he was earnest, attentive to duty）と評した。1700年にイングランドを旅し、1701年6月には正式にオックスフォード大学を中退した。1701年12月3日、王立協会フェローに選出された。サウスウェルは1702年に死去し、その息子エドワード・サウスウェルが後見人を引き継いだ。

### アイルランド政界にて
1703年アイルランド総選挙では未成年ながらコーク・カウンティ選挙区から出馬してアイルランド庶民院議員に当選、1704年10月にアイルランド枢密院の枢密顧問官に任命された。在任中の1705年7月から1707年10月までグランドツアーに出て、大陸ヨーロッパを旅した後、1709年に議会に復帰した。1713年アイルランド総選挙でも再選した。アイルランド庶民院ではトーリー党に所属したが、トーリー党急進派の政策を支持せず、コーク県での政敵であるブロドリック家（Brodrick、ホイッグ党所属）の反撃に遭った。1714年8月のジョージ1世の即位に伴い、1715年4月21日にアイルランド貴族であるコーク県におけるバートンのパーシヴァル男爵に叙され、同年11月12日にアイルランド貴族院議員に就任した。この男爵位には初代男爵の父の男系子孫（すなわち、初代男爵の兄弟およびその子孫）への特別残余権（special remainder）が定められている。また、ジョージ1世の即位に伴いアイルランド枢密院の枢密顧問官を再任した。これにより議席の問題が解消され、貴族院ではトーリー党中道派からホイッグ党中道派に転じることとなった。
パーシヴァルはアイルランド貴族ではなくグレートブリテン貴族への叙爵を望み、叶わなかったが、アイルランド貴族の権利維持に努力した。1719年宣言法の可決によりアイルランド貴族院が上告管轄権を失うと、多くのアイルランド貴族とともにロンドンでジョージ1世に対する請願を出したが、失敗に終わっている。

### イングランド政界にて

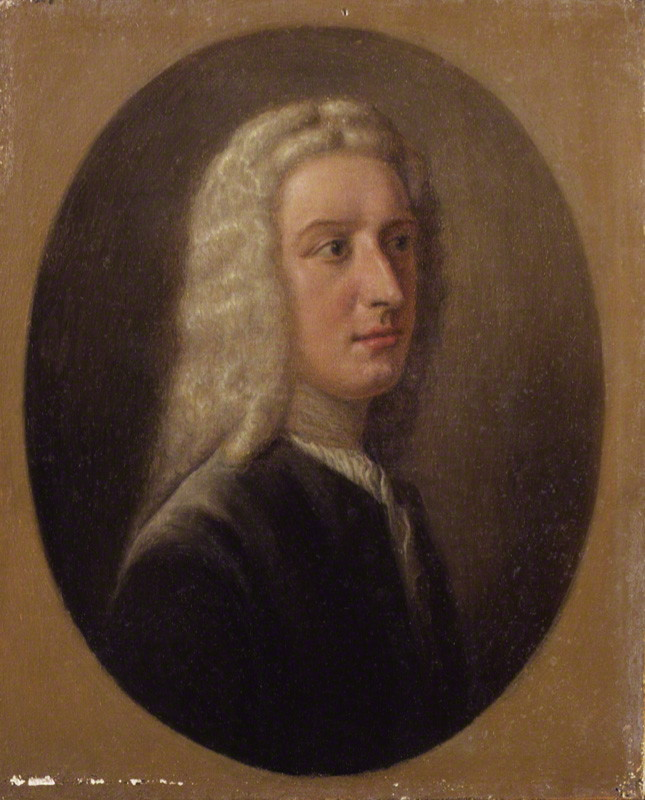
ジェームズ・オグルソープ

1720年代にイングランドの政治に関わるようになり、ウェールズ公ジョージ（後の国王ジョージ2世）に接近したが、1723年2月15日にアイルランド貴族であるコーク県におけるカンタークのパーシヴァル子爵に叙された。1727年にジョージ2世が即位すると三たびアイルランド枢密院の枢密顧問官を再任、同年の総選挙では約1,000ポンドを費やした上で政府からの支持を確保して、グレートブリテン庶民院議員に当選した。1728年6月にハリッジの記録長官（Recorder of Harwich）に就任、1734年4日に辞任した。
議会では概ね首相ロバート・ウォルポールを支持した。1729年2月5日に監獄委員会（gaols committee、イギリスの監獄に関する庶民院の調査委員会）の委員に任命され、以降委員会の議長ジェームス・オグルソープと協力関係になった。パーシヴァルは1708年にアイルランドジョージ・バークリーと知り合いになっており、以降の通信でバークリーがバミューダで国教会の宣教師を訓練するための植民地を創設する計画を立てていることを知っていたため（この計画は失敗した）、オグルソープの北米で新しい植民地を創設する計画を支持、1732年6月9日にアメリカにおけるジョージア植民地設立のための信託が国王の認可状を受けたときにはパーシヴァルが信託の会長（president）を務めた。
1733年11月6日、アイルランド貴族であるコーク県におけるエグモント伯爵に叙された。この叙爵はジョージア植民地設立への貢献とパーシヴァル自身のロビー活動によるものだったとされる。1734年イギリス総選挙では引退して、長男にあたるパーシヴァル子爵ジョン・パーシヴァルに議席を譲ろうとした。ウォルポールと1議席ずつ指名することを合意したが、ハリッジ選挙区の反パーシヴァル派はチャールズ・スタンホープを推し、ウォルポールの仲介もむなしくパーシヴァルは得票数3位（13票）で落選した。ただし、パーシヴァル親子は敗因を「サー・ロバート・ウォルポールの裏切り」（the treachery of Sir Robert Walpole）であると考えた。

### 晩年
1734年の総選挙以降は2度と政治に関わらず、ジョージア信託での職務のみ継続し、1742年春に健康の悪化を理由にジョージア信託の管理委員会から辞任した。同年に自身の日記を出版した。『英国下院史』によると、エグモント伯爵の日記は1730年から1734年までのグレートブリテン庶民院に関する重要な資料だという。
1748年5月1日にロンドンで急死、アーウォートンで埋葬された。息子ジョンが爵位を継承した。

## 私生活
1710年6月10日、キャサリン・パーカー（Catherine Parker、1689年ごろ – 1749年8月22日、第2代準男爵サー・フィリップ・パーカーの娘）と結婚、3男4女をもうけ、うち1男2女が成人した。家族の仲は良かったという。
- ジョン（1711年2月24日 – 1770年12月20日） - 第2代エグモント伯爵[10]
- キャサリン（1748年2月16日没[7]） - 1733年4月9日、トマス・ハンマー（英語版）と結婚、子供なし[11]
- アン（1713年5月12日 – ?） - 夭折[7]
- フィリップ・クラーク（1714年6月21日 – ?） - 夭折[7]
- メアリー（1716年12月28日 – ?） - 夭折[7]
- ヘレナ（1746年6月11日没） - 1741年11月10日、ジョン・ロードン（後の初代モイラ伯爵）と結婚、子供あり[10]
- ジョージ（1722年1月28日 – 1726年7月[7]）

グランドツアーでイタリアを訪れたときに芸術への興味を持ち、以降器楽家として度々私的なコンサートを開催した。宗教に関しては敬虔な国教会信者だった。